# Режін Перну
Режін Перну (фр. Régine Pernoud); 17 червня 1909 — 22 квітня 1998 Париж) — французький історик-медієвіст, письменниця, засновниця (1974) дослідницького центру Жанни д'Арк в Орлеані. Написала понад 20 книг з історії Середньовіччя.

## Життєпис
У 1929 році закінчила університет в Марселі зі ступенем бакалавра з літератури, а в 1933 році здобула ступінь доктора філологічних наук у Національній школі хартій і Школі Лувру. Кураторка музею в Реймсі (1947), музею історії Франції (1949), головна кураторка Національного архіву і Центру Жанни д'Арк в Орлеані, який вона заснувала в 1974 році за пропозицією Андре Мальро. Роботу поєднувала з заняттями науковими дослідженнями в галузі історії середніх віків. Викладала історію середньовічної культури в Університеті Екса.

## Праці
- 1946: Lumière du Moyen Age
- 1953: Vie et mort de Jeanne d'Arc
- 1957: Les Gaulois
- 1959: Jeanne d'Arc
- 1959 Les Croisés
- 1960: Les Croisades
- 1960: Histoire de la bourgeoisie en France
- 1962: Jeanne d'Arc par elle-même et par ses témoins
- 1965: Aliénor d'Aquitaine
- 1969: 8 mai 1429. La libération d'Orléans
- 1970: Jeanne devant les Cauchons
- 1970: Héloise et Abélard
- 1972: La Reine Blanche
- 1974: Les Templiers
- 1977: Pour en finir avec le Moyen Age
- 1977: Les Hommes de la Croisade
- 1980: Sources et clefs de l'art roman (в співавторстві з Madeleine Pernoud)
- 1981: Jeanne d'Arc
- 1982: Le Tour de France médiéval (в співавторстві з Georges Pernoud)
- 1983: La Femme au temps des cathédrales
- 1983: Le Moyen Age raconté à mes neveux
- 1984: Les saints au Moyen Age
- 1986: Jeanne d'Arc
- 1988: Richard Coeur de Lion
- 1990: Le Moyen Age pour quoi faire?